# Palmas Futebol e Regatas
Il Palmas Futebol e Regatas, noto anche semplicemente come Palmas, è una società calcistica brasiliana con sede nella città di Palmas, capitale dello stato del Tocantins.

## Storia
Il Palmas Futebol e Regatas è stato fondato il 31 gennaio 1997, dopo aver preso in prestito la documentazione della Sociedade Esportiva Canela, una squadra che già era regolarizzata dalla Federação Tocantinense de Futebol, in tal modo, diventando il primo club professionistico della città. Il governatore del Tocantins, Siqueira Campos, è stato il primo a firmare per la fondazione del club.
Il 30 marzo 1997, all'Estádio General Sampaio di Porto Nacional, Belziran José de Souza ha segnato il primo gol del club. Tuttavia, il Palmas ha perso 2-1 con l'Interporto.
Nel 1997, il Palmas ha partecipato per la prima volta al Campeonato Brasileiro Série C. Il club è stato eliminato alla prima fase.
Il 21 febbraio 2001, il Palmas ha disputato la sua centesima partita, con il Gama, all'Estádio Nacional Mané Garrincha di Brasilia. Il Gama ha vinto 1-0 sul Palmas.
Nel 2004, il club è stato eliminato ai quarti di finale di Coppa del Brasile dal 15 de Novembro. Questa è stata la migliore partecipazione del club alla competizione.
Il 24 gennaio 2021 precipitò l'aereo della squadra; nell'incidente morirono il presidente del club e 4 giocatori.

## Palmarès

### Competizioni statali
- Campionato Tocantinense: 8

2000, 2001, 2003, 2004, 2007, 2018, 2019, 2020